# مارتينا ماليار
مارتينا ماليار (بالألمانية: Martina Malyar)‏ هي سياسية نمساوية وعضوة في الحزب الديمقراطي الاجتماعي النمساوي (SPÖ). ولدت في 20 يونيو 1959 في فيينا.
كانت ماليار عضوًا في برلمان الولاية وعضوًا في مجلس مدينة فيينا من عام 1995 إلى عام 2003، ثم كانت لحي ألزرغروند (الحي التاسع) في فيينا من 2003 إلى 2018.
في 27 يونيو 2018، أدت سايا أحمد اليمين الدستورية خلفًا لمارتينا ماليار رئيسة لحي ألزرغروند في فيينا.